# Aeroscopia
Aeroscopia je francouzské letecké muzeum v Blagnacu (Haute-Garonne) poblíž Toulouse. Leží v blízkosti průmyslové zóny AéroConstellation. Nachází se zde 25 letadel, zejména dva exempláře Concorde. Vernisáž proběhla 14. ledna 2015.
Výstavní hala má rozlohu 7000 km² a navrhl ji ateliér Cardete et Huet Architectes.
Muzeum přivítá 218 000 návštěvníků ročně.